# Zimne dranie
Zimne dranie (ang. The Ice Harvest) – amerykański film fabularny z 2005 roku w reżyserii Harolda Ramisa, stanowiący połączenie gatunku noir i komediodramatu. Ekranizacja powieści Scott Phillips o tym samym tytule

## Obsada
- John Cusack - Charlie Arglist
- Billy Bob Thornton - Vic Cavanaugh
- Connie Nielsen - Renata Crest
- Randy Quaid - Bill Guerrard
- Oliver Platt - Pete Van Heuten
- Mike Starr - Roy Gellis
- Ned Bellamy - Sidney